# Asia (1791)
El Asia, cuya nombre de advocación era San Jerónimo, fue un navío de línea categorizado como de tercera clase, de dos puentes armado nominalmente con 74 cañones, de la Armada Española construido en 1791 en La Habana por el sistema de Romero de Landa. Fue el tercer navío con este nombre en la Armada Española. Tras retirarse de la zona de conflicto como consecuencia de la Capitulación de Ayacucho, la tripulación del buque se amotinó y lo entregó a México. El 17 de junio de 1825, en Acapulco, el barco fue renombrado como Congreso Mexicano.

## Historial
En 1791, trasladó tropas a América junto a los navíos Soberano, Castilla y Miño, bajo el mando de  Félix de Goicoechea. En 1793 bajo el mando de Luis Villabriga, participa en la expedición a Cerdeña y la toma de las islas de San Pedro y de San Antíoco como parte de la escuadra de Francisco de Borja, tras lo cual regresó a Cádiz para ser puesto bajo el mando de Bartolomé de Rivera.
En 1794 en la escuadra de Joseph Varela y Ulloa, realizó un viaje por América septentrional, tras lo cual, pasó a la escuadra de Aristizábal en La Habana. En 1797, junto a la fragata Minerva, y bajo el mando de Francisco Javier Muñoz, trasladó fondos de Veracruz a La Habana. En 1798 capturó, junto a la fragata Anfítrite, a la fragata mercante inglesa General Goddard, en la zona de las Antillas.
En el transcurso de un viaje de La Habana a Puerto Rico en 1799, no pudo evitar que las fragatas Santa Brígida y Tetis fueran apresadas por navíos ingleses. En 1801, bajo el mando de Francisco Alsedo y Bustamante zarpa de La Habana. Un fuerte temporal le obligó a refugiarse en Puerto Rico, ya que el buque hacía agua. Siguió posteriormente viaje a Cádiz y, después, hacia Cartagena.
En 1805 quedó asignado a la escuadra del teniente general Justo Salcedo, con base en Cartagena y bajo el mando del capitán de navío José Calderón. En marzo de 1806 y junto a la fragata Proserpina capturan la goleta inglesa Aravia Fenice y varios faluchos más, con 14 piezas de artillería y 70 hombres.
El 3 de abril de 1806, junto con el navío San Ramón y la fragata Soledad persiguen a dos fragatas de guerra británicas, pero no logran alcanzarlas, aunque lograron recapturar un jabeque mercante que había sido capturado por los buques ingleses el día anterior.
En marzo de 1808 es mandado por el capitán de navío José Calderón, que forma parte de la escuadra de Cayetano Valdés que sale de Cartagena con destino Tolón pero, debido al mal estado de los barcos, arriban a Mahón. En 1809 escolta mercantes a Veracruz. En 1811 es asignado a América junto con las fragatas mercantes Vicenta, Nuestra Señora del Coro y Magdalena para transportar tropas.
El 24 de octubre de 1814 llega a El Callao bajo el mando del capitán de navío Pedro Valencia; transportaba al Coronel Rafael Maroto y tropa del Regimiento de Talavera, artilleros, oficiales de marina, religiosos, azogues, bulas, municiones y un preso.
En 1815 zarpa del puerto de Cádiz con rumbo a El Callao, regresa a Cádiz en el mismo año para realizar cruceros por Trípoli, Túnez. En mayo de 1816, recogió en Argel a los náufragos del navío Fernando VII. En 1818 es enviado a patrullar la zona de las Canarias donde los corsarios de los independentistas, mantienen bloqueadas las islas. El Asia recibe orden de apresarlos. Uno de los capitanes corsarios era Tomás Taylor, al mando del bergantín Patriota, apodado "Enemigo de los Tiranos", de 18 cañones de a 36 libras y con una tripulación de 120 hombres. En 1821, procedente de Cádiz trasladó al virrey Juan O'Donojú a Nueva España. Retornó a La Habana, procedente de Veracruz, con un cargamento de 2 300 000 pesos fuertes y 700 sobornales de añil. Entre muertos, enfermos bajados al hospital y desertores quedaron en la isla 200 tripulantes, que no pueden ser reemplazados.

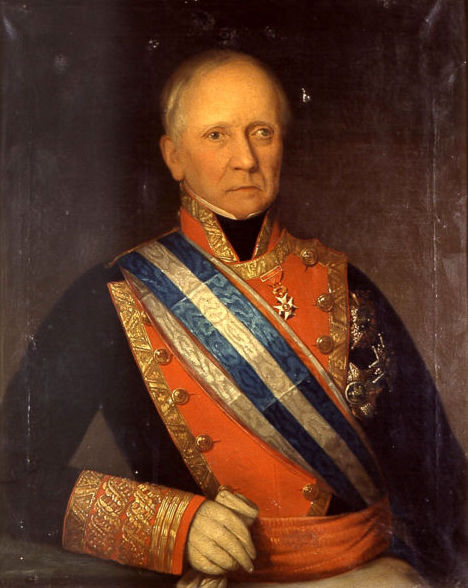
El teniente general de la Armada (entonces capitán de navío) Roque Guruceta, al mando del Asia de 1822 a 1825.

El 15 de mayo de 1822 fue puesto al mando del capitán de navío Roque Guruceta (1771-1854), y enarbolando la insignia del jefe de la escuadra Don Antonio Vacaro, participó defendiendo el sitio de Cádiz en 1823 contra las tropas francesas del duque de Angulema. En el mes de octubre de ese mismo año entró en el Arsenal de La Carraca con el propósito de acondicionarse para una nueva campaña en América. Parte de Cádiz junto al bergantín Aquiles con destino al Perú el 13 de enero de 1824, llegando al puerto del Callao el 12 de septiembre luego de haber hecho escala en las islas Malvinas y Chiloé. Por aquel entonces Lima había sido reocupada por los realistas, encontrándose la fortaleza del Real Felipe en El Callao al mando del brigadier José Ramón Rodil. A su llegada las naves españolas lograron romper el bloqueo marítimo y tras reaprovisionarse y reforzar sus guarniciones con 200 soldados del batallón de Arequipa al mando del brigadier Mateo Ramírez zarparon a los puertos del Sur. El 7 de octubre el Asia y cuatro buques más derrotaron a la flota combinada peruano-colombiana del almirante Martin Guisse en el Combate naval del Callao (1824).

### La capitulación de Ayacucho y el motín

La ruta en 1824-1825 del navío Asia, los bergantines Aquiles y Constante, y la fragata mercante Clarington. Todos los buques de la flota se amotinaron. El mercante fue incendiado en Guam.

A fines de diciembre mientras el Asia se encontraba en el puerto de Quilca, su tripulación tuvo conocimiento del desastre de Ayacucho y el capitán Guruceta pretendió en principio, en palabras del brigadier Andrés García Camba, ofrecer sus importantes servicios al sitiado Rodil. Sin embargo Sucre y Canterac pactaron en la capitulación de Ayacucho la retirada del navío Asia y de la flota española de las costas del Pacífico, abandonando a los defensores del Callao y la isla de Chiloé a su suerte.
Para economizar sus raciones ordenó desembarcar a los veteranos del batallón de Arequipa, a los que abandonó a su suerte. El 2 de enero de 1825 zarpó del puerto de Quilca con rumbo a Filipinas junto a los bergantines Constante, y Aquiles, y la corbeta transporte Gavinton iban a bordo dos antiguos oficiales del Ejército Real del Perú, los brigadieres Ramírez y García Camba, este último dejaría en sus memorias una detallada descripción de los acontecimientos posteriores. Al fondear en las islas Marianas para reparaciones y aprovisionamiento en marzo de 1825. La tripulación del Asia, se sublevó en la isla Guaján el día 10 de marzo, mientras que la del  bergantín Constante lo hizo el 12 de marzo y abandonó a la oficialidad en tierra y pusieron de nuevo rumbo a América. Los oficiales abandonados fueron recogidos días después por un ballenero inglés en el que fueron transportados a Manila. Se envió el navío Soberano en busca del buque amotinado, aunque no tuvo éxito en la tarea de hallarlo. El 28 de abril los amotinados avistaron el puerto de la Bahía de Monterrey, en la Alta California perteneciente a la Primera República Federal de México, entrando a la bahía con bandera de parlamento. Las autoridades de Monterrey aceptaron los términos que proponían los amotinados: recibir sueldos atrasados, jurar fidelidad a México y obtener para los que no quisieran permanecer en México, facilidades para partir a donde desearan. De Monterrey zarparon rumbo a Acapulco, portando como estandarte una bandera con los colores azul, blanco, y rojo y una explicación de no haber encontrado lanilla verde, quedó bajo el mando de capitán José María Tosta.
El 17 de junio de 1825 arriba en Acapulco y allí es renombrado Congreso Mexicano convirtiéndose en el mayor y más potente buque de la recién constituida Armada de México. A partir de ese año realiza varios viajes, en los que hubo problemas de indisciplina.
Después de retirarlo del servicio activo por las malas condiciones en las que se encontraba en 1827 se utilizó al navío como buque cuartel, como pontón y finalmente como prisión. En 1832, debido a que hacía agua, fue remolcado hasta el este del bajo del Pastelillo de Ulúa, donde terminó hundiéndose lentamente.